# Henry Ford II
Henry Ford II (Detroit, 4 de setembro de 1917 — Detroit, 29 de setembro de 1987), também conhecido como "HF2", filho de Edsel Ford e neto de Henry Ford. Foi presidente da Ford Motor Company, de 1945 a 1979. Notavelmente, sob o comando de Henry Ford II, a Ford Motor Company tornou-se uma empresa de capital aberto em 1956.

## Primeiros anos e educação
Nascido em Detroit, Michigan filho de Eleanor Clay Ford e de Edsel Ford, teve três filhos: Charlotte, Anne, e Edsel Ford II. Frequentou a Universidade de Yale, onde fazia parte da equipe do jornal do campus de humor, a "The Yale Record". Em 1940, deixou a graduação, sem concluí-la.

## Carreira
Quando seu pai, Edsel, presidente da Ford, morreu de câncer em maio de 1943 (durante a Segunda Guerra Mundial), Henry Ford II estava servindo na Marinha e incapaz de assumir a presidência da empresa familiar. O idoso e enfermo Henry Ford, fundador da empresa, assumiu novamente a presidência. A essa altura de sua vida, Ford mais velho estava mentalmente inconsistente, desconfiado e não estava mais apto para o trabalho; a maioria dos diretores não queria vê-lo como presidente. Mas, nos 20 anos anteriores, embora ele estivesse sem título executivo oficial, ele sempre teve controle de fato sobre a empresa; o conselho e a administração nunca o desafiaram seriamente, e esse momento não foi diferente. Os diretores o elegeram e ele serviu até o fim da guerra. Durante esse período, a empresa começou a declinar, perdendo mais de US$ 10 milhões por mês. A administração do presidente Franklin D. Roosevelt considerou uma aquisição da empresa pelo governo, a fim de garantir a continuação da produção de guerra, mas a ideia nunca progrediu para a execução.
Henry Ford II deixou a Marinha em julho de 1943 e ingressou na administração da empresa algumas semanas depois. Depois de dois anos, ele assumiu a presidência dos negócios em 21 de setembro de 1945. Como se supunha que Edsel Ford continuaria em sua capacidade de presidente da empresa por muito mais tempo do que era o caso, Henry Ford II recebeu pouco preparo para o cargo e ele assumiu a empresa durante um período caótico; suas fábricas europeias sofreram muitos danos durante a guerra e as vendas domésticas também estavam em declínio.
Henry Ford II imediatamente adotou um estilo de gerenciamento agressivo. Um de seus primeiros atos como presidente da empresa foi colocar John Bugas no comando da empresa e demitir Harry Bennett, chefe do Departamento de Serviços Ford, a quem seu avô contratou inicialmente para reprimir tentativas de sindicalização. Em seguida, reconhecendo sua inexperiência, ele contratou vários executivos experientes para apoiá-lo. Ele contratou os ex-executivos da General Motors, Ernest Breech e Lewis Crusoe para a Bendix Corporation.  Breech atuaria nos próximos anos como mentor de negócios da HF2, e a equipe da Breech – Crusoe formaria o núcleo da experiência comercial da Ford, oferecendo a experiência necessária.
Henry Ford II tornou-se Presidente e CEO da Ford Motor Company em 1945. Em 1956, sob sua liderança, a empresa tornou-se uma empresa de capital aberto e dedicou sua nova sede mundial. Durante seu mandato como CEO da Ford, ele residiu em Grosse Pointe em Michigan. Foi o presidente que ficou mais tempo na frente da Ford, foi presidente de 1945 a 1979.
Durante o início dos anos 60, Henry Ford II iniciou longas negociações com Enzo Ferrari para comprar a Ferrari, com o objetivo de expandir a presença da Ford no automobilismo em geral e nas 24 Horas de Le Mans em particular. No entanto, as negociações fracassaram devido a disputas sobre o controle da divisão de corridas da Ferrari. O colapso do acordo o levou a inaugurar o projeto Ford GT40, com o objetivo de acabar com o domínio da Ferrari em Le Mans (a marca italiana venceu a corrida seis vezes consecutivas, de 1960 a 1965). Depois de dois anos difíceis em 1964 e 1965, em 1966, os GT40 conquistaram o pódio nas 24 Horas de Daytona e nas 12 Horas de Sebring, antes de conquistar a primeira de quatro vitórias consecutivas em Le Mans.

## Honrarias
Em 1969, recebeu a Medalha Presidencial da Liberdade, do então presidente republicano Richard Nixon.

## Vida pessoal
Henry foi casado por três vezes, a primeira vez com Anne McDonnell que estiveram casados de 1940 a 1964 com quem teve três filhos: Charlotte Ford, Anne Ford e Edsell Ford II. No casamento com Anne McDonell, Ford converteu-se ao catolicismo. Posteriormente, casou-se em 1965 com a socialite Maria Cristina Vettore, casamento que foi até 1980. Também em 1980, casou com Kathleen DuRoss.

## Morte
Ford morreu de pneumonia em Detroit, no Hospital Henry Ford, em 29 de setembro de 1987, aos 70 anos. Após um funeral fúnebre na Christ Church Grosse Pointe, seus restos mortais foram cremados e as cinzas espalhadas.

## Na cultura popular
Foi interpretado pelo ator Tracy Letts no filme de 2019, Ford v Ferrari.